# Daniel Hall
Daniel Hall è un personaggio immaginario della serie a fumetti di The Sandman scritte da Neil Gaiman e pubblicate dalla DC Comics. Un infante per la maggior parte della serie, è il figlio di Hyppolita "Lyta" Hall ed Hector Hall, per due anni a carico del Sogno (dove gli Hall furono tenuti prigionieri da Brute e Glob, due incubi sfuggiti durante l'esilio terrestre di Sogno). Hector Hall fu un personaggio perenne della DC Comics, figlio di Carter Hall (l'Hawkman della Golden Age), e assunse varie identità durante il suo periodo nella continuità dell'Universo DC, e ad un certo punto fu anche Sandman e da lì ereditò l'identità del Sandman di Gaiman. Lyta era la figlia della Wonder Woman della Golden Age e una volta, la supereroina chiamata Fury. Daniel, alla fine della serie di Sandman, divenne il nuovo Dream degli Endless dopo le dimissioni del suo predecessore.

## Storia del personaggio
Il padre di Daniel, Hector, era già morto quando Brute e Glob utilizzarono il suo fantasma e lo fecero divenire il padrone del Sogno durante l'assenza di Morfeo. I fantasmi di Hector e di Lyta vissero insieme nei sogni di un bambino, Jed Walker, per due anni. Dopo il ritorno di Dream nel Sogno, andò in cerca di Brute e Glob e distrusse la barriera che crearono intorno alla mente del bambino che lo tagliavano fuori dal vero Sogno. Successivamente, Dream li bandì entrambi. Una volta che il fantasma di Hector fu inviato a continuare il suo viaggio nel reame della Morte, Dream libera Lyta Hall dall'illusione di cui era schiava. Dream rivelò che un giorno sarebbe ritornato a prendere Daniel (il loro figlio ancora non nato), dato che aveva passato la maggior parte del suo tempo di gestazione nel Sogno e che quindi gli apparteneva di diritto.
Lyta ed il suo bambino ritornarono al mondo reale e lei riprese la sua vita normale, anche se nutriva un forte odio per Dream, che pensava erroneamente fosse la vera causa della morte di suo marito. Prima che Dream affrontasse Lucifero, comparì una seconda volta ai due, e diede nome "Daniel" al bambino, un nome che a Lyta piacque.
Quando Daniel si fece più grande, cominciò a entrare nel Sogno da sveglio. In un numero di Fables and Reflections, fu intrattenuto con storie di Caino, Abele ed Eva, mentre Matthew assisteva. Nello stesso numero, ritornò sulla Terra tenendo in mano una delle piume di Matthew.
Più tardi, nella saga The Kindly Ones, Lyta credette scorrettamente che Daniel fosse stato "rapito" da Dream. Giunse a questa conclusione perché quella notte fu l'unica volta che lasciò il bambino lontano dalla sua vista negli ultimi tre anni, dato che aveva un colloquio di lavoro. Arrabbiata, Lyta si convinse che Dream era il responsabile di tutte le perdite della sua vita e diresse il suo malcontento verso le Furie, che le dissero che dato che Dream aveva ucciso il proprio sangue, potevano vendicarla se lei fosse stata il veicolo per le loro strumentazioni. Lyta accettò l'offerta e successivamente lei, e i suoi alleati, fecero guerra a Dream e quasi distrussero il suo reame causandone la caduta.
Daniel, tuttavia, non fu rapito da Dream, bensì dal dio nordico Loki e dal suo compagno fatato, Robin Goodfellow. Precedentemente, Dream reintegrò il Corinzio per mandarlo a prendere Matthew e di conseguenza salvare Daniel. I due riuscirono nell'impresa e portarono Daniel al castello di Dream dove, prima della sua fine, Morfeo trasferì il suo potere ad una Pietra d'Aquila ed ebbe un discorso finale con il ragazzino. Dopo la morte in questo "punto di vista" di Dream, Daniel Hall assunse l'identità di Dream (sebbene fosse sempre un bambino).
Daniel, come nuovo Dream, è un misto tra un bambino e l'entità degli Endless che rappresenta. Il suo modo di esprimersi rimase pressoché invariato, ma la sua illustrazione fu cambiata e disegnata con una scritta nera su uno sfondo bianco. Ci si riferisce a lui con l'onorifico "Sogno degli Eterni" ma non accetta il titolo di "Morfeo". In una sottostoria in "The Wake", spiegò che era un'altra versione di sé stesso per Master Li. Non possedendo sufficiente esperienza per alcuni problemi, si avvalse del suo consigliere, Matthew, per dei consigli. Tutto ciò è simile ad un numero di descrizioni nella Bibbia di "Daniele" che si basa su "Matteo", il consigliere di "Eva". Daniel è un personaggio più gentile e pieno di pietà di Morfeo come dimostrato quando toccò il guardiano ippogrifo di fronte al cancello, che confessò che il suo predecessore non lo aveva mai fatto.
Daniel fu chiamato così secondo la decisione di Neil Gaiman di donare un nome o titolo ad un Endless cominciando con la Lettera "D", e anche ispirandosi al profeta biblico che interpretava i sogni. Dove solitamente Morfeo si vestiva di nero, Daniel spesso si vestiva di bianco. Gli indumenti di Morfeo erano spesso stilizzati con il motivo di alcune fiamme, mentre quelli di Daniel erano adornati con pattern floreali. Daniel è anche incapace di convincere Fiddler's Green a ritornare nel Sogno, ma a parte questo riuscì a ricostruire gran parte del reame, inclusa la popolazione, com'era prima.

## Comparse fuori diThe Sandman
Daniel comparve di quando in quando in altre serie Vertigo. Spesso si alluse a lui, e comparve meno frequentemente, in The Dreaming di Caitlin Kiernan. Comparve in Lucifer: Nirvana, aiutando Lucifero a trovare un nemico che colpiva attraverso i sognatori, e in The Sandman Presents: The Furies, in cui incontrò la sua madre mortale per la prima volta dopo Il Risveglio (The Wake).
All'interno del principale Universo DC, Daniel ebbe due presenze da protagonista in due numeri di JLA (n. 22 e 23), in cui aiutò a prevenire che la Terra fosse conquistata da Starro, e in cui ripagò il "debito" che il suo predecessore doveva alla Justice League per averlo aiutato a ritrovare il suo rubino. Assicurò anche Kyle Rayner che aveva superato Hal Jordan, e che avrebbe continuato a farlo, sebbene fu poi fatto fuori durante Crisi infinita. Daniel comparve successivamente in una manciata di numeri di JSA, in cui, tra le altre cose, trasferì il sogno profetico da Wesley Dodds a Sanderson Hawkins. In un'altra comparsa, prevenne il viaggio nel tempo al criminale noto come Degaton che voleva tormentare i suoi genitori (JSA n. 59). Sempre più avanti nella serie, nella forma di uno specchio magico, Daniel disse ad Hector Hall (reincarnatosi in Dottor Fate) e a Lyta di Sand, che era intrappolato in un mondo dei sogni, creato ancora, da Brute e Glob (JSA n. 63). In un numero di JSA del 2006 (nel n. 80), Daniel portò gli spiriti dei suoi genitori mortali a vivere nel Sogno dopo le loro morti.
L'ultima volta che ci si riferì a Daniel Hall fu in Justice Society of America n. 5, dove Dream Girl disse a Dottor Destino che aveva previsto la sua morte, venendo torturato nel sonno dal "possessore della pietra dei sogni".